# Układ współrzędnych supergalaktycznych
Układ współrzędnych supergalaktycznych – układ współrzędnych astronomicznych, którego koło podstawowe (równik) leży w płaszczyźnie supergalaktycznej (SGP), w której układają się pobliskie gromady galaktyk (Gromada w Pannie, Wielki Atraktor czy Supergromada Perseusz-Ryby). Płaszczyzna supergalaktyczna została wprowadzona przez Gérarda de Vaucouleursa w 1953, choć tak specyficzny rozkład "mgławic" został dostrzeżony już przez Williama Herschela ponad dwa wieki wcześniej. Również de Vaucouleurs jako pierwszy formalnie zdefiniował współrzędne supergalaktyczne.
Punktem początkowym u.w.s. jest jedno z dwóch przecięć SGP z płaszczyzną Galaktyki. Położenie obiektu określa się podając szerokość supergalaktyczną SGB i długość supergalaktyczną SGL. Biegun północny u.w.s. (SGB=90°) znajduje się w kierunku określonym przez współrzędne galaktyczne l=47,37°; b=+6,32°, zaś punkt początkowy u.w.s., SGL=0°; SGB=0°, znajduje się w l=137,37°; b=0°.